# Nausícaa
Nausícaa ou Nausica (em grego:  Ναυσικᾶ,  também escrito como Nausicaä ou Nausikaa, na mitologia grega, era filha do rei Alcínoo dos feácios. Na Odisseia, é ela quem encontra o náufrago Ulisses e o traz para terra, para junto do seu pai. 

## Nausícaa e Ulisses
Conforme conta Homero na Odisseia, algumas jovens brincavam com uma bola em uma praia ensolarada do Mediterrâneo. Entre elas, com seus cabelos soltos onde o sol reflete uma luz dourada, estava Nausícaa. A jovem filha dos reis da Feácia fora ali com suas criadas para lavar as roupas do palácio em um rio próximo.
Nesse momento, enquanto as roupas secam, as jovens se divertem ao som de gritos e risos. Mas sua presença acaba por acordar um náufrago forasteiro que havia sido lançado àquelas praias na noite anterior. É Ulisses, que finalmente deixara a ilha de Calipso. 
Nu, o rei de Ítaca chama as jovens ocultando seu corpo com arbustos. Em meio à surpresa, apenas Nausícaa não foge. Ela ouve os apelos do forasteiro e lhe entrega algo para vestir, além de alimentá-lo. 
Chamando de volta suas criadas, a princesa conduz o estrangeiro ao palácio de seus pais. O rei Alcínoo e a rainha Arete recebem Ulisses. Este não se identifica, pois ainda está profundamente temeroso de seu destino entre povos estranhos. Durante um banquete naquela noite, porém, um aedo cantará a Guerra de Troia e o amargo destino de alguns companheiros do rei de Ítaca. Ulisses, tomado de grande emoção, não pode conter o choro e acaba por ser reconhecido. 
Durante sua estada na corte de Alcínoo, Ulisses conta uma parte substancial de suas aventuras durante a Odisseia. 
Nausicaa é jovem e muito bonita, Ulisses diz que ela parecia uma deusa, particularmente Ártemis. Homero faz um relato literário de um amor nunca explicitado - enquanto Nausicaa expressa um potencial interesse amoroso por Ulisses, dizendo à uma amiga que gostaria que seu marido fosse como ele, seu pai diz a Ulisses que a deixaria esposar - nada de concreto acontece entre o par. 
Finalmente, Alcínoo cede uma nau e presentes para que Ulisses retorne finalmente a Ítaca. 
A história ilustra o conceito de hospitalidade (xenia) entre os antigos gregos.

## Nausícaa e Telêmaco
De acordo com Aristóteles e Dictis Cretense, anos mais tarde o filho de Ulisses, Telêmaco, durante uma visita ao reino feácio, apaixona-se pela jovem Nausícaa. Ambos se casam, tendo um filho chamado Perseptóle ou Ptoliporto.